# Hluboká (okres Chrudim)
Hluboká je obec v okrese Chrudim v Pardubickém kraji. Součástí obce jsou také vesnice Dolany, Chlum a Střítež a včetně nich v obci žije 187 obyvatel.

## Historie
První písemná zmínka o vesnici pochází z roku 1418.

## Pamětihodnosti
- Kaple u křižovatky